# Список населённых пунктов Тарногского района
В Тарногском районе 258 населённых пунктов в составе 6 сельских поселений, в том числе 244 деревни, 9 сёл, 5 посёлков.
Ниже приведён список всех населённых пунктов с кодами ОКАТО, жирным шрифтом выделены центры сельских поселений.

## Верховское сельское поселение
- 19 242 812 002 деревня Агапитовская
- 19 242 812 003 деревня Аксютинская
- 19 242 812 004 деревня Аносовская
- 19 242 812 005 деревня Баранская
- 19 242 812 007 деревня Будринская-1
- 19 242 812 009 деревня Бурцевская
- 19 242 812 010 деревня Васютинская
- 19 242 812 011 деревня Великая
- 19 242 812 001 село Верховский Погост
- 19 242 812 012 деревня Власьевская
- 19 242 812 013 деревня Давыдовская
- 19 242 812 014 деревня Доронинская
- 19 242 812 015 деревня Дуброва
- 19 242 812 017 посёлок Елга
- 19 242 812 016 деревня Епифановская
- 19 242 812 018 деревня Игнатовская
- 19 242 812 019 деревня Исаинская
- 19 242 812 020 деревня Калугинская
- 19 242 812 021 деревня Каплинская
- 19 242 812 022 деревня Карелинская-2
- 19 242 812 023 деревня Квашнинская
- 19 242 812 024 деревня Кичигинская
- 19 242 812 025 деревня Киянская
- 19 242 812 026 деревня Кузьминская
- 19 242 812 027 деревня Ляпинская
- 19 242 812 028 деревня Макаровская
- 19 242 812 029 деревня Малыгинская
- 19 242 812 030 деревня Мартьяновская
- 19 242 812 031 деревня Маурниковская
- 19 242 812 032 деревня Наумовская
- 19 242 812 033 деревня Обуховская
- 19 242 812 034 деревня Олиховская
- 19 242 812 035 деревня Осташевская
- 19 242 812 036 деревня Павловская
- 19 242 812 037 деревня Палкинская
- 19 242 812 038 деревня Патракеевская
- 19 242 812 039 деревня Першинская-1
- 19 242 812 040 деревня Першинская-2
- 19 242 812 041 село Поцкий Погост
- 19 242 812 042 деревня Рудновская
- 19 242 812 043 деревня Савинская
- 19 242 812 044 деревня Свердловская
- 19 242 812 045 деревня Семичаевская
- 19 242 812 046 деревня Слудка
- 19 242 812 047 деревня Тарасовская
- 19 242 812 048 деревня Тырлынинская
- 19 242 812 049 деревня Федюковская
- 19 242 812 050 деревня Цибунинская
- 19 242 812 051 деревня Чернятинская
- 19 242 812 053 деревня Яфановская

## Заборское сельское поселение
- 19 242 824 002 деревня Алферовская
- 19 242 824 003 деревня Антипинская
- 19 242 816 003 деревня Боярская
- 19 242 824 004 деревня Будринская
- 19 242 824 005 деревня Верхнее Буково
- 19 242 824 006 деревня Видерниковская
- 19 242 824 007 деревня Воронинская
- 19 242 816 005 деревня Гусиха
- 19 242 824 008 деревня Дуброва
- 19 242 824 009 деревня Жуковская
- 19 242 816 006 деревня Катеринино
- 19 242 824 010 деревня Клевцовская
- 19 242 824 011 деревня Конашевская
- 19 242 816 001 село Красное
- 19 242 816 007 деревня Кротовская
- 19 242 816 008 деревня Куревино
- 19 242 824 012 деревня Макаровская
- 19 242 824 013 деревня Михалиха
- 19 242 824 014 деревня Никитиха
- 19 242 824 015 деревня Ожигинская
- 19 242 816 009 деревня Олискино
- 19 242 824 016 деревня Пахотино
- 19 242 816 010 деревня Петряевская
- 19 242 824 017 деревня Плошиловская
- 19 242 816 012 деревня Поспеловская
- 19 242 816 013 деревня Регишевская
- 19 242 816 014 село Ромашевский Погост
- 19 242 824 018 деревня Самсоновская
- 19 242 816 015 деревня Сверчковская
- 19 242 816 016 деревня Семеновская
- 19 242 816 017 деревня Сенюковская
- 19 242 816 018 деревня Сметанино
- 19 242 824 019 деревня Стрелица
- 19 242 824 020 деревня Стуловская
- 19 242 824 021 деревня Терентьевская
- 19 242 816 020 деревня Тимонинская
- 19 242 824 001 деревня Тюприха
- 19 242 816 022 деревня Якушевская

## Илезское сельское поселение
- 19 242 820 002 посёлок Айга
- 19 242 820 003 деревня Вязутинская
- 19 242 820 004 деревня Гольчевская
- 19 242 820 005 деревня Грибовская
- 19 242 820 006 деревня Елифановская
- 19 242 820 007 деревня Елифановская Выставка
- 19 242 820 008 деревня Ермаковская
- 19 242 820 009 деревня Заречье
- 19 242 820 010 деревня Ивановская
- 19 242 820 001 село Илезский Погост
- 19 242 820 011 деревня Карчевская
- 19 242 820 013 посёлок Конторка
- 19 242 820 012 деревня Коротковская
- 19 242 820 014 деревня Мичуровская
- 19 242 820 015 деревня Огудалово
- 19 242 820 016 деревня Окуловская
- 19 242 820 017 деревня Степушино
- 19 242 820 018 деревня Шевелевская
- 19 242 820 019 деревня Якинская

## Маркушевское сельское поселение
- 19 242 828 002 деревня Андреевская
- 19 242 828 003 деревня Баклановская
- 19 242 840 006 деревня Великое
- 19 242 840 002 деревня Дор-Сухонский
- 19 242 828 001 деревня Заречье
- 19 242 840 003 деревня Кленовая
- 19 242 828 004 деревня Криуля
- 19 242 828 005 деревня Кузнецовская
- 19 242 828 006 деревня Милогорская
- 19 242 840 004 деревня Монастырская
- 19 242 828 007 деревня Нестериха
- 19 242 828 008 деревня Пар
- 19 242 840 001 деревня Раменье
- 19 242 840 005 деревня Сергиевская
- 19 242 828 009 деревня Слободка
- 19 242 828 010 деревня Труфаниха
- 19 242 828 011 деревня Черепаниха
- 19 242 828 012 деревня Черняково
- 19 242 828 013 деревня Шевелевская

## Спасское сельское поселение
- 19 242 808 002 деревня Акуловская
- 19 242 832 002 деревня Ананьевская
- 19 242 832 003 деревня Антипинская
- 19 242 832 004 деревня Анциферовская
- 19 242 832 005 деревня Барышевская
- 19 242 808 003 деревня Башевская
- 19 242 808 004 деревня Борок
- 19 242 832 006 деревня Булдачевская
- 19 242 832 007 деревня Ваневская
- 19 242 808 005 деревня Верхнепаунинская
- 19 242 832 008 деревня Власьевская
- 19 242 808 006 посёлок Вощар
- 19 242 808 007 деревня Гавриловская
- 19 242 832 009 деревня Горка
- 19 242 808 008 деревня Григорьевская
- 19 242 808 009 деревня Дементьевская
- 19 242 808 010 деревня Денисовская
- деревня Дубровская
- 19 242 832 010 деревня Едовинская
- 19 242 832 011 деревня Емельяновская
- 19 242 832 012 деревня Ильинская
- 19 242 808 011 деревня Карповская
- 19 242 832 013 деревня Костаиха
- 19 242 808 012 деревня Кривошеинская
- 19 242 808 013 деревня Кузьминская
- 19 242 808 014 деревня Лыгинская
- 19 242 832 014 деревня Макаровская
- 19 242 832 015 деревня Марачевская
- 19 242 832 001 деревня Наумовская
- 19 242 808 015 деревня Нижнепаунинская
- 19 242 808 001 деревня Никифоровская
- 19 242 832 016 деревня Овсянниковская
- 19 242 808 016 деревня Паровская
- 19 242 808 017 деревня Поминовская
- 19 242 832 017 деревня Пусточертаково
- 19 242 832 018 деревня Рыкаловская
- 19 242 808 018 деревня Синяковская
- 19 242 808 019 село Спасский Погост
- 19 242 808 020 деревня Федневская
- 19 242 808 021 деревня Филимоновская
- 19 242 808 022 деревня Харитоновская
- 19 242 808 023 деревня Целковская
- 19 242 832 019 деревня Шеловская
- 19 242 808 024 деревня Якурино
- 19 242 832 020 деревня Яринская

## Тарногское сельское поселение
- 19 242 836 002 деревня Аббакумовская
- 19 242 804 002 деревня Александровская
- 19 242 848 032 деревня Алферовская
- 19 242 836 003 деревня Андреевская
- 19 242 836 004 деревня Афанасьевская
- 19 242 848 002 деревня Афанасьевская
- 19 242 844 002 деревня Афоновская
- 19 242 836 005 деревня Баклановская
- 19 242 844 003 деревня Беляевская
- 19 242 844 004 деревня Березник
- 19 242 844 005 деревня Бовытинская
- 19 242 804 003 деревня Борисовская
- 19 242 848 003 деревня Веригино
- 19 242 804 001 село Верхнекокшеньгский Погост
- 19 242 804 004 деревня Володинская
- 19 242 844 006 деревня Горка
- 19 242 844 007 деревня Дор
- 19 242 804 005 деревня Дурневская
- 19 242 836 001 деревня Евсеевская
- 19 242 804 006 деревня Ефимовская
- 19 242 844 008 деревня Жуковская
- 19 242 848 005 деревня Игумновская
- 19 242 848 006 деревня Исаковская
- 19 242 836 006 деревня Киривановская
- 19 242 848 007 деревня Климово
- 19 242 804 008 деревня Коврижинская
- 19 242 844 009 деревня Кожевниковская
- 19 242 844 011 деревня Кокориха
- 19 242 844 010 деревня Конец
- 19 242 848 008 деревня Конец
- 19 242 836 007 деревня Корчажинская
- 19 242 848 009 деревня Кремлево
- 19 242 844 012 деревня Кузнецовская
- 19 242 804 009 деревня Кузьминская
- 19 242 844 013 деревня Кузьминская
- 19 242 848 010 деревня Курковская
- 19 242 848 011 деревня Лукинская
- 19 242 844 014 деревня Лычная
- 19 242 848 012 деревня Маклинская
- 19 242 848 013 посёлок Малаховский Бор
- 19 242 844 015 деревня Мальчевская
- 19 242 836 008 деревня Манюковская
- 19 242 848 014 деревня Матвеевская
- 19 242 844 016 деревня Митинская
- 19 242 804 010 деревня Митрошинская
- 19 242 836 009 деревня Михайловская
- 19 242 848 015 деревня Михеевская
- 19 242 836 010 деревня Нефедовская
- 19 242 836 011 деревня Никоновская
- 19 242 848 017 деревня Новгородовская
- 19 242 836 012 деревня Огудалово
- 19 242 836 013 деревня Окатовская
- 19 242 848 018 деревня Павловская
- 19 242 804 011 деревня Павломатвеевская
- 19 242 848 019 деревня Першинская
- 19 242 844 017 деревня Пестеревская
- 19 242 848 022 деревня Погоняевская
- 19 242 844 018 деревня Подволочная
- 19 242 848 020 деревня Подволочная
- 19 242 844 019 деревня Подгорная
- 19 242 848 021 деревня Подгорная
- 19 242 844 020 деревня Попчевская
- 19 242 844 021 деревня Прокопьевская
- 19 242 848 023 деревня Проневская
- 19 242 844 022 деревня Пятовская
- 19 242 848 024 деревня Рылковская
- 19 242 804 012 деревня Силивановская
- 19 242 804 013 деревня Слободинская
- 19 242 848 001 деревня Слуда
- 19 242 844 023 деревня Старый Двор
- 19 242 804 014 деревня Степановская
- 19 242 836 014 деревня Степановская
- 19 242 842 001 село Тарногский Городок
- 19 242 844 024 деревня Тиуновская
- 19 242 804 015 деревня Тюрдинская
- 19 242 848 027 деревня Федотовская
- 19 242 848 028 деревня Феофилатовская
- 19 242 844 025 деревня Филистевская
- 19 242 848 029 деревня Хом
- 19 242 844 026 деревня Чисть
- 19 242 804 016 деревня Шалимовская
- 19 242 836 015 деревня Шалимовская
- 19 242 844 001 село Шебеньгский Погост
- 19 242 844 027 деревня Шершуковская
- 19 242 848 030 деревня Шкулевская
- 19 242 844 028 деревня Югра
- 19 242 844 029 деревня Ярыгино